# MOS Technology 4510

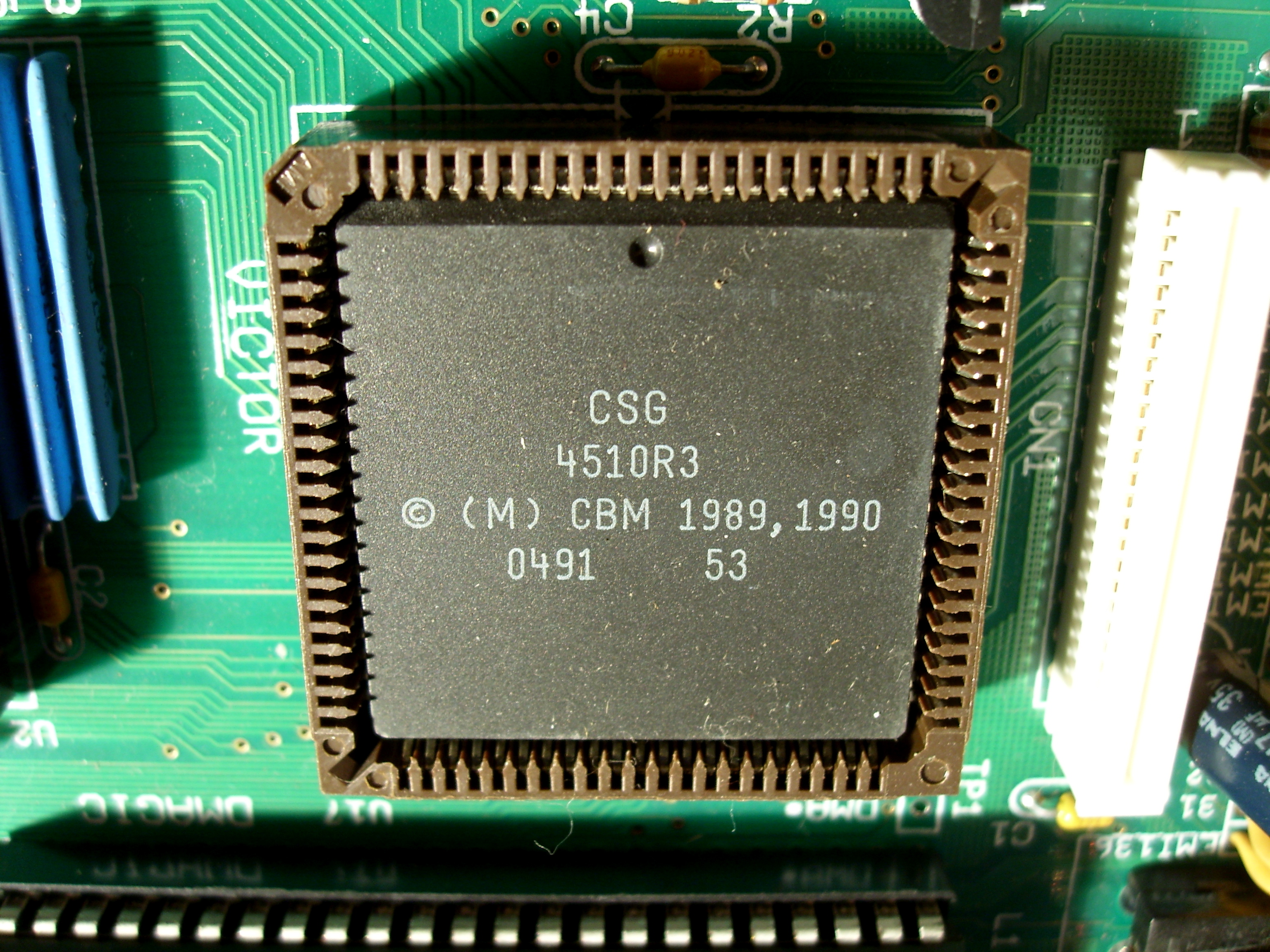
Zdjęcie procesora

MOS Technology 4510 – układ scalony zaprojektowany i produkowany przez firmę MOS Technology, mający służyć jako procesor w komputerze Commodore 65 (który jednak ostatecznie nie wszedł na rynek). 4510 był wersją rozwojową układu MOS Technology 65CE02 z dwoma układami 8-bitowymi układami wejścia-wyjścia MOS Technology CIA.